# Вручення ключів апостолу Петру
«Вру́чення ключі́в апо́столу Петру́» — фреска роботи П'єтро Перуджіно, написана близько 1482 року. Розташована в Сікстинській капелі, Ватикан.

## Історія
1480 року Перуджіно розписував стару базиліку Святого Петра в Римі. Папа Сікст IV був задоволений його роботою і вирішив залучити його до розпису в 1481—1483 роках Сікстинської капели у Ватиканському палаці разом з іншими флорентійськими та умбрійськими майстрами: Боттічеллі, Гірландайо та Козімо Росселлі.

## Опис
Фреска є частиною Історій Ісуса на північній стіні капели і зображує фрагмент із 16 глави Євангелія від Матвія, де Ісус вручає святому Петру ключі від небес, що символізують владу відпускати гріхи та впускати до раю. Фігури на передньому плані організовано в дві групи, вишикувані в щільний ряд, так, що утворюється подоба фризу. Головна група складається з апостолів (включно з Іудою — п'ятий ліворуч від Ісуса), що оточують Христа, який вручає золотий і срібний ключі укляклому Петру. Друга група складається із сучасників автора (включно зі самим художником — п'ятим від правого краю).
На задньому плані зображено ще дві сцени з життя Ісуса — Кесареве кесареві ліворуч та Побиття Христа камінням праворуч.

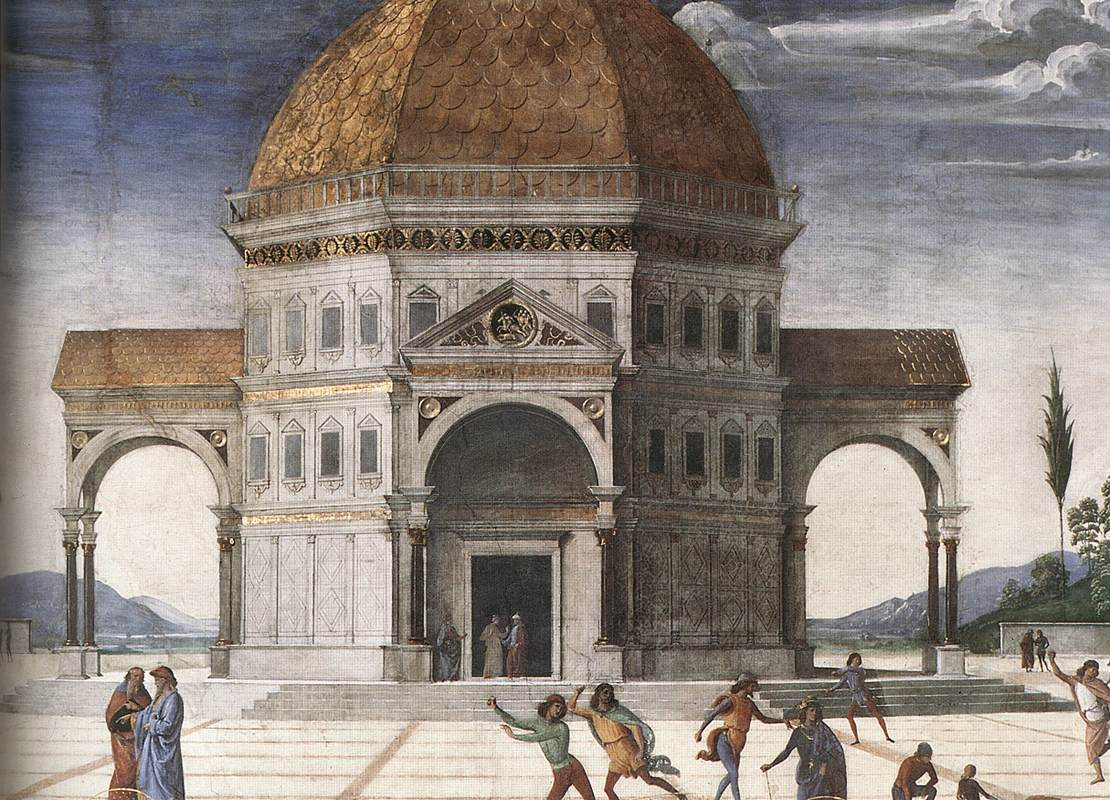
Центральна будівля

Манера зображення фігур натхненна Андреа Вероккйо. Фігури апостолів, особливо Іоанна Богослова, закутані в складні драпування, з довгим розпущеним волоссям, в елегантних позах нагадують апостола Фому роботи Вероккйо в церкві Орсанмікеле.
Храм Соломона, зображений у вигляді восьмигранної ротонди з портиками, домінує в центрі фрески і слугує тлом для дії. Аналогічний будинок використали Пінтуріккйо (учень Перуджіно) в розписі капели Буфаліні в базиліці Санта-Марія-ін-Арачелі і сам Перуджіно на фресці «Вінчання Марії».

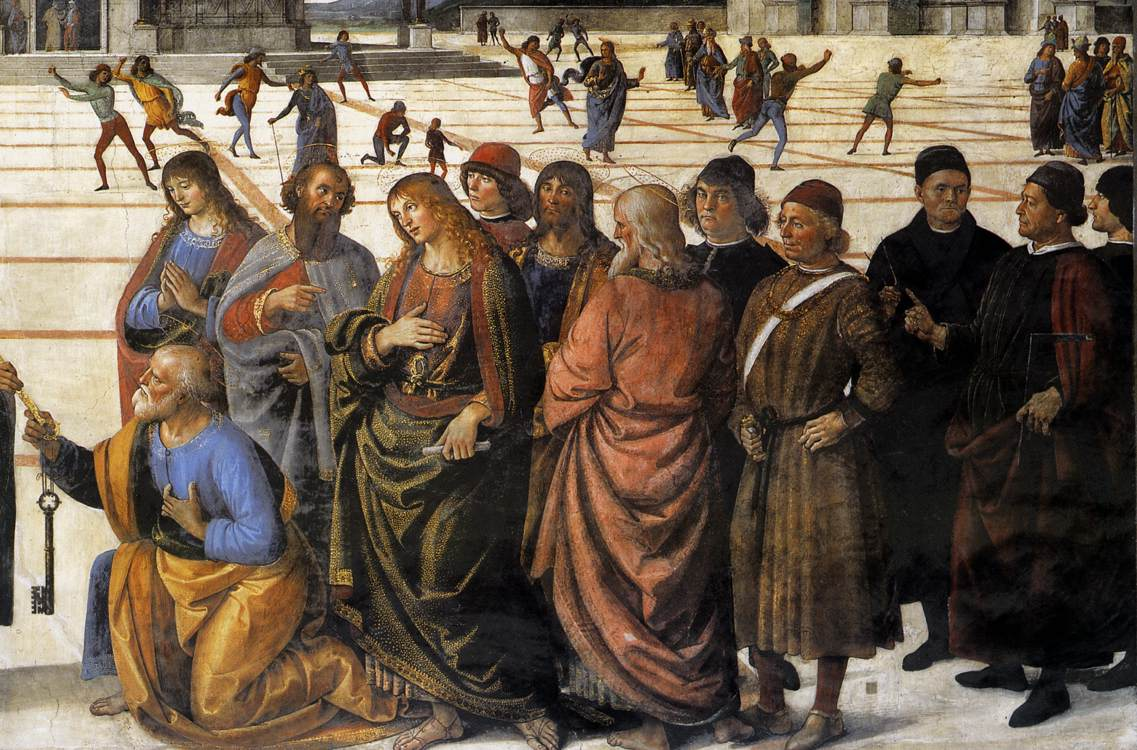
Деталь фрески

Автор приділив багато уваги опрацюванню пейзажу, з метою створити в глядача відчуття нескінченності світу. Прийом з перистими деревами на тлі хмарного неба та синьо-сірих пагорбів пізніше запозичили й інші художники, особливо Рафаель.

## Легенда
Існує прикмета, пов'язана з фрескою і папськими конклавами — того кардинала, кому за жеребом випаде місце під фрескою, оберуть папою. Записи показують, що це справедливо стосовно принаймні до трьох пап — Климента VII, Юлія II і Павла III.